# Vestre Steinsundholmen
Vestre Steinsundholmen est une île dans le landskap Sunnhordland du comté de Vestland. Elle appartient administrativement à Øygarden.

## Géographie
Rocheuse et couverte d'une légère végétation, à l'ouest de Austre Steinsundholmen, elle s'étend sur environ 381 m de longueur pour une largeur approximative de 127 m. Elle compte trois habitations et plusieurs bâtiments.